# Smalltown Girl
『Smalltown Girl』（スモールタウン・ガール）は、中村あゆみ4枚目のスタジオ・アルバム。1987年4月21日発売。発売元はマイカルハミングバード。

## 解説
日本・ロサンゼルス・ニューヨークの3か所のスタジオで制作。中村は本作以降1995年発売のアルバム『Cry Baby』までデビュー期からのプロデューサー高橋研から離れることになる。

## 収録曲
作詞・作曲・編曲 高橋研（特記以外）
1. Rolling Age（4:30）
  - 8thシングル。
2. Star Lights（3:24）
  - 作曲 辻仁成
3. Smalltown Girl（3:36）
  - 作詞 中村あゆみ
4. オクトーバー・ムーンに抱かれて（2:53）
5. つなぎとめてほしい（4:33）
  - 作詞 辻仁成
6. Tokyo City Serenade（5:26）
  - 作曲 松藤英男
7. 夜のディ・トリッパー（3:41）
  - Horn Section Tower of Power
8. ブルーにこんがらがって（3:24）
9. Thunder ＆ Rain（4:19）
  - Horn Section Tower of Power
10. Love Comes and Goes（4:45）